# Kuty (gmina w dystrykcie Galicja)
Gmina Kuty – dawna gmina wiejska funkcjonująca w latach 1941–1944 pod okupacją niemiecką w Polsce. Siedzibą gminy były pozbawione praw miejskich Kuty.
Gmina Słobódka Leśna została utworzona przez władze hitlerowskie z terenów okupowanych przez ZSRR w latach 1939–1941, stanowiących przed wojną miasto Kuty oraz zniesioną gminę Kuty Stare w powiecie kosowskim w województwa stanisławowskim (oprócz miejscowości Białoberezka, włączonej do gminy Jasienów Górny).
Gmina weszła w skład powiatu kołomyjskiego (Kreishauptmannschaft Kolomea), należącego do dystryktu Galicja w Generalnym Gubernatorstwie. W skład gminy wchodziły miejscowości: Kuty, Kuty Stare, Rostoki, Rożen Mały, Rożen Wielki i Tiudów.
Po wojnie obszar gminy włączono do ZSRR.